# Partido Progresista (Chili)
De Partido Progresista (Nederlands: Progressieve Partij, PRO) is een Chileense sociaaldemocratische en democratisch socialistische politieke partij die in 2010 werd opgericht door Marco Enríquez-Ominami.

## Geschiedenis
Uit onvrede over de politieke cultuur in Chili en over de regerende elite richtte Marco Enríquez-Ominami in mei 2010 de Partido Progresista (PRO) op. Enríquez-Ominami was tot dan toe lid van de Partido Socialista (Socialistische Partij) en deed in 2009 mee aan de presidentsverkiezingen en behaalde toen ruim 20% van de stemmen. Om zijn kandidatuur te ondersteunen werd een platform opgericht, Nueva Mayoría para Chile (Nieuwe Meerderheid voor Chili), dat kon rekenen op de steun van de Partido Humanista (Humanistische Partij) en de Partido Ecologista (Ecologische Partij).
De nieuwe partij wist het benodigde aantal handtekeningen te verzamelen om in januari 2012 te worden opgenomen in het landelijke register van politieke partijen. Op 4 oktober 2012 werd bekendgemaakt dat Enríquez-Ominami mee zou doen aan de presidentsverkiezingen van het volgende jaar. Bij de verkiezingen kreeg hij 11% van de stemmen. De parlementsverkiezingen die dat jaar ook werden gehouden zorgde er niet voor dat er een kandidaat van de Partido Progresista in het Nationaal Congres van Chili werd gekozen. De partij is wel vertegenwoordigd in regionale raden en levert verschillende wethouders en burgemeesters.

## Ideologie
De PRO is een sociaaldemocratische partij die sterk inzet op hervorming van het politieke systeem. Zo wil de partij dat de Senaat wordt afgeschaft en federale autonomie wordt ingevoerd.

## Presidentskandidaten
- 2013: Marco Enríquez-Ominami (PRO)

## Verkiezingsresultaten
| Jaar | Aantal afgevaardigden (totaal aantal zetels tussen haakjes) | Aantal senatoren (totaal aantal zetels tussen haakjes) |
| ---- | ----------------------------------------------------------- | ------------------------------------------------------ |
| 2013 | 0 (120)                                                     | 0 (38)                                                 |